# Hair (canción)
«Hair» —en español: «Cabello»— es una canción interpretada por la cantante estadounidense Lady Gaga. Compuesta y coproducida por ella y por RedOne, e incluida en el segundo álbum de estudio de la cantante Born This Way, de 2011. Se lanzó oficialmente el 16 de mayo de 2011 como el segundo sencillo promocional del álbum, después de «The Edge of Glory» pero después fue convertida en el único sencillo promocional cuando «The Edge of Glory» fue lanzada como el tercer sencillo oficial del álbum.
De acuerdo con Gaga, la melodía de «Hair» se asemeja a algunos trabajos de las bandas Kiss y Iron Maiden, y también está influenciada por Bruce Springsteen. Tiene un ritmo bailable inspirado en las experiencias de la adolescencia de Gaga, como cuando sus padres la obligaron a vestirse de una determinada manera. Gaga supo que la única manera de expresarse era con su pelo, y ella la describió como una canción sobre la liberación y su capacidad para cambiar su manera de ser. El tema habla sobre expresar tu manera de ser a través de los diferentes estilos de tu pelo. «Hair» fue grabado mientras Gaga se encontraba en su gira The Monster Ball Tour por Europa. Este cuenta con un solo de saxofón, realizado por el saxofonista Clarence Clemons, quien era miembro de la E Street Band.
«Hair» recibió elogios por su mensaje de autoliberación y autonomía, aunque algunos críticos consideran que el uso del cabello largo para expresar estos mensajes no era particularmente nuevo. Por su parte, también logró una buena recepción comercial alrededor del mundo, logrando entrar en el repertorio de los más vendidos en la mayoría de los mercados, alcanzando el top 10 en países como Nueva Zelanda y Escocia, mientras que en otras listas como Billboard Hot 100 de los Estados Unidos logró entrar en el top 20.

## Antecedentes

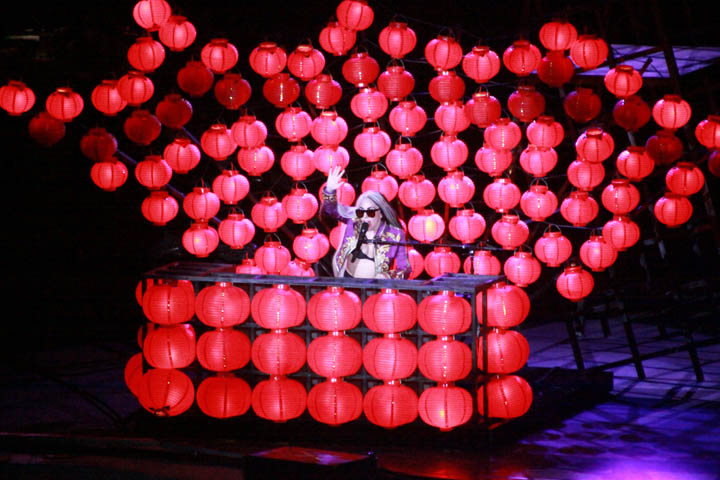
Gaga interpretando «Hair» en Taiwán.

«Hair» fue coescrita y coproducida por Gaga y RedOne, y cuenta con la colaboración del saxofonista Clarence Clemons, quien formó parte del grupo de rock E Street Band. El título de la canción surgió en una entrevista con la revista Vogue en febrero del 2011.
La colaboración surgió a raíz del contacto del personal de Gaga con Clarence. Al respecto, esté comentó: «Estaba en mi casa, en Florida, y me dijeron "Lady Gaga quiere que colabores en su álbum". Me sorprende que me paguen por esto, yo lo hubiera hecho gratuitamente», mientras que, al referirse a la experiencia de trabajar con Gaga, opinó:

«Gaga es el verdadero negocio. Todas sus locuras y cosas así, tienen un propósito. Ella no tiene límites... es un día que nunca olvidaré».
Clarence Clemons

En una entrevista con MSN Latinoamérica, Gaga habló acerca del significado de «Hair», al comentar que: «tu cabello es tu habilidad de cambiar, ya sea algo psicológico o emocional, o tu ropa, o el maquillaje, lo que sea que quieras cambiar. La canción es para mí una metáfora de: "ponte las pelucas y zapatos que quieras hasta encontrar los que mejor te sientan, y luego pelea a muerte por esa identidad por el resto de tu vida"».

## Composición
También reveló que Clarence Clemons estaría involucrado tocando el saxofón. Además de Springsteen, la canción también presenta influencias de bandas de heavy metal, tales como Kiss y Iron Maiden en la melodía. Ella reveló algunos versos de la canción durante el programa de Seacrest: «This is my prayer, that I'll die living just as free as my hair», añadiendo que su composición fue interesante, debido a que se basó en la unión de música dance con un solo de saxofón. En una entrevista con la estación de radio Z-100, la cantante agregó que «algunos de estos temas se exploran más en este álbum. Para poner mi dinero donde está mi boca». Para Gaga, E Street Band y Bruce Springsteen fueron las referencias del solo de saxofón; para ella, representaron un género de música diferente, al mismo tiempo, abarcaron todos los elementos diferentes del mismo. Finalmente, ella decidió pedir a Clemons que tocara el instrumento.
Con Rolling Stone, Clemons describió como grabó el solo de saxofón con Gaga. En enero de 2011, Clemons estaba preparando una máquina de ejercicio en su casa de Florida, cuando su esposa le dijo que los representantes de Gaga estaban en el teléfono, y que ellos querían que jugara en su próximo álbum. Dado que la llamada fue un viernes, Clemons dijo que sería capaz de grabar el solo en la semana siguiente, pero Gaga se mostró inflexible de contar con él en el estudio de grabación de Nueva York en ese mismo día. Después de aceptar su petición, Clemons fue a Nueva York y llegó a los estudios en Manhattan a la medianoche. Gaga quería que él tocara el saxofón en varias canciones, unas de ellas es «Hair». Clemons explicó antes de comenzar a trabajar que la letra «no tenía mucho sentido. Es una historia sobre crecer». Ella le dio unas cuantas instrucciones sobre cómo tocar en la canción; «Vamos a reproducir la grabación y tú sólo toca. Toca desde tu corazón. Toca lo que sientes». La grabación terminó a las 3:00 AM, luego de unas pocas tomas. Clemons añadió que «estaba sorprendido de que me pagaran por hacer esto. Lo hubiera hecho gratis. No puedo creer que algo que se sienta tan bien me haga ganar dinero». Según la partitura publicada en Musicnotes.com por Sony/ATV Music Publishing, la canción está escrita en un compás de cuatro cuartos. Está compuesta en la tonalidad de fa mayor, con un tempo de 135 pulsaciones por minuto. El rango vocal de Gaga se extiende desde fa3 hasta fa5, y la canción sigue una secuencia básica de fa–do–re menor–si ♭ como su progresión armónica.
«Hair» fue grabada en su mayor parte mientras Gaga estaba en el tour en Europa, pero la mezcla de audio fue hecha por Gene Grimaldi en Oasis Mastering en Burbank (California). Es una canción disco que comienza con Gaga cantando la línea «Cada vez que me visto genial, mis padres comienzan una pelea/y si yo soy una rebelde, mamá me cortará el pelo por la noche/y en la mañana estoy insegura sobre mi identidad/ yo grito, "Mamá y papá, ¿por qué no puedo ser quien quiero ser?"». A medida que la música aumenta en volumen, Gaga canta el estribillo, avanzando gradualmente hacia el break —el cual está inspirado por música retro— hablando sobre los diferentes cortes de cabello que ha tenido. Jocelyn Vena de MTV describió la pista como una «canción poderosa y desafiante disco sobre pasar un buen momento». Matthew Perpetua de Rolling Stone la llamó una mezcla del melodrama romántico de We Belong con un duro filo del metal industrial de la era de Broken de Nine Inch Nails. Greg Kot de Chicago Tribune sintió que la voz de Gaga estaba alterada con auto-tune. La letra de «Hair» habla sobre abrazar el estilo de cabello de uno como la expresión máxima de su identidad, por lo que termina con Gaga declarando triunfante «Soy mi cabello» al final del estribillo.

## Recepción

### Comentarios de la crítica
«Hair» recibió, en su mayoría, críticas positivas. Poco antes de comenzar el último tramo de The Monster Ball Tour, Gaga envió cuatro temas a la revista Rolling Stone —«Hair», «Scheiße», «You and I» y «The Edge of Glory»— para una escucha previa. Matthew Perpetua elogió «Hair» como una canción inspiradora en la línea de «Born This Way», aunque con un enfoque algo más peculiar. Al finalizar su reseña, bromeó diciendo que el tema se convertirá en «un himno para los salones de belleza en todo el mundo». Por su parte, Jody Rosen, también de Rolling Stone, opinó que, si bien Gaga no es la primera cantante en vincular la autoestima con la libertad capilar, parece ser quien aborda el concepto con mayor convicción. Dan Martin, de NME, clasificó la canción como un himno de empoderamiento, señalando que la simple imagen del viento en el cabello logra transmitir el mensaje central del álbum —amarte a ti mismo y expresarte libremente— de manera más efectiva que la propia canción principal. Además, añadió que «Hair» es «lo más queer que escucharás en mucho tiempo». Tim Jonze, de The Guardian, consideró que el mensaje del tema no es particularmente novedoso, dado que el musical de los años 60 Hairspray ya transmitía una idea similar. Sin embargo, pese a describir algunas letras como «triviales», destacó la capacidad de la canción para conectar con adolescentes que buscan su identidad.
Jason Lipshutz, de Billboard, interpretó «Hair» como otro himno de individualismo, utilizando el cabello de Gaga como metáfora de su personalidad salvaje. Por su parte, Sal Cinquemani, de Slant Magazine, ofreció una crítica mixta, describiéndola como «un tema bailable derivativo pero funcional, sobre mechas y tintes, que sirve como depósito para cada mala idea que Gaga ha tenido en el último año: melodías sentimentales al piano, estribillos exagerados y solos de saxo inexplicables». Mientras tanto, Rick Fulton, del Daily Record, calificó la canción como «una gran pieza épica de high-energy europop», otorgándole cuatro de cinco estrellas. Leah Collins, de The Vancouver Sun, definió el tema como «un himno vibrante diseñado para llenar de orgullo tus folículos». También destacó el ambiente retro de música dance que caracteriza la pieza. En cambio, Natalie Finn, de E! Online, expresó su decepción con la canción, aludiendo a que los lanzamientos de Born This Way no son especialmente pegajosos y todos abordan el mismo tema: «la importancia de ser nosotros mismos». En palabras de Finn: «Quizá estemos esperando otro “Bad Romance” que nos deslumbre, otro “Speechless” que nos haga llorar, o incluso otro “Just Dance” que realmente nos haga bailar». Ian Hope, de BBC Online, consideró «Hair» como una «poderosa canción para carretera» y resaltó su mensaje de autoexpresión. Andy Gill, de The Independent, la comparó con temas del guitarrista David Crosby, describiéndola como una declaración de individualidad rebelde. Por último, Randall Roberts, de Los Angeles Times, señaló que en «Hair» Gaga «celebra sus folículos».

### Desempeño comercial
«Hair» tuvo una buena recepción durante su semana de lanzamiento, entrando en las listas de la mayoría de los países del mundo. En el Reino Unido, debutó en el número trece del UK Singles Chart. Junto a la canción, otros sencillos de Gaga —«The Edge of Glory», «Judas» y «Born This Way»— estaban entre los primeros veinte en la lista, haciendo de Gaga la primera artista femenina desde Ruby Murray en 1955, en tener cuatro canciones simultáneamente dentro de los primeros veinte. En Australia, «Hair» debutó en la posición número veinte del Australian Singles Chart, permaneciendo allí dos semanas consecutivas para luego salir de la lista. En los Países Bajos debutó en el número quince del Dutch Top 40, mientras que en Irlanda y el puesto catorce del Irish Singles Chart.
En los Estados Unidos, «Hair» debutó en el puesto número cinco de la lista Hot Digital Songs gracias a las 147,000 copias vendidas durante su primera semana. Consecutivamente, entró a la lista Billboard Hot 100 en el puesto número 12, convirtiéndose en el sencillo con el debut más alto de la semana. Según Nielsen SoundScan, «Hair» vendió 174,000 copias de descargas digitales en enero de 2012. En Canadá, la canción vendió 15,000 copias digitales y entró a la lista Canadian Hot 100 en el número 11, siendo el mejor debut de la semana. «Hair» también llegó a los primeros diez en las listas de Italia, Nueva Zelanda, Escocia y España, y los primeros veinte en Bélgica y Francia. Su posición más baja fue en el Danish Singles Chart en el número 29, y en el conteo coreano Gaon Chart, posicionándose en el puesto número 21.

## Interpretaciones en directo

Lady Gaga interpretando «Hair» en el programa Good Morning America.

El 27 de mayo, durante el Summer Concert Series del programa de televisión americana Good Morning America, la cantante interpretó «Hair» junto con otras canciones del álbum: allí, tocó la versión acústica en un piano con forma de poni mientras se diferentes pelucas. No obstante. Sheila Markar de ABC News, dio una crítica positiva a la presentación diciendo que «ella realmente trajo la casa abajo». Christian Blauvelt de Entertainment Weekly también quedó impresionada con la presentación y dijo que «en un piano, Gaga no es la mejor en la inyección de pasión y en el compromiso de ventas de canciones con letras cursis».
El 17 de junio de 2011, Gaga interpretó la canción en el programa de televisión británico The Paul O'Grady Show. La canción fue la primera de las cuatro canciones previstas para la presentación. Gaga interpretaba la canción con un vestido de color turquesa con flecos y una calvicie falsa, mientras miraba a una peluca de color verde azulado colocado delante de ella. El piano en el que Gaga cantó fue cubierto con el pelo castaño y rizado y estaba rodeada por las llamas. A la mitad de la presentación, Gaga se detuvo para colocarse la peluca que se encontraba sobre el piano, y así retomar la presentación. Ryan Love de Digital Spy tenía una vista previa para la presentación y dijo que «el solo hecho de ver a Gaga cantando sobre un piano, basta para impresionarnos». Cynthia Robinson de The Huffington publicó la primera teoría de lo que Gaga pretendía hacer con su calvicie, diciendo que ser calvo no es una «declaración de moda».
Durante el show de televisión francés, Taratata, Gaga apareció asomada por la ventana de su limusina. Luego se presentó en el programa para interpretar «Hair» con un atuendo diferente. La actuación se grabó y se subió al canal de la artista en YouTube. Aire Productions, empresa encargada de producir Taratata detectó la publicación del vídeo y notificó a YouTube de una supuesta infracción de derechos de autor por parte de Gaga. YouTube se vio forzado a cerrar el canal oficial de Gaga con la afirmación de que terceros habían hecho reclamos de derechos de autor. Más tarde, Air Productions emitió un comunicado diciendo que enviaron el reclamo por error y pidieron a Google y a YouTube que lo enmendaran; la cuenta de Gaga y Taratata se disculpó con la cantante: «En verdad sentimos el problema con YouTube. ¡Todo funciona otra vez!». Durante sus presentaciones promocionales de las canciones de Born This Way  en Taiwán, Gaga cantó «Hair» y tocó el piano luciendo un sostén negro en un escenario repleto de lámparas rojas. Luego explicó en una conferencia de prensa sus inspiraciones detrás de la interpretación: «Como acabó de mencionar el caballero, esa lámpara significa prosperidad y es sobre el futuro. Siempre estoy pensando en el futuro de mi generación y en la voz de mi generación cuando escribo música.
El 24 de septiembre de 2011, la cantante se presentó en el iHeartRadio Music Festival, donde cantó «Hair» junto con canciones de sus álbumes The Fame, The Fame Monster y Born This Way: «Just Dance», «Poker Face», «LoveGame», «Paparazzi», «Bad Romance», «Telephone», «Alejandro», «Born This Way», «Judas», «The Edge of Glory», «Yoü and I» y «Scheiße». Además de ello, interpretó junto al cantante británico Sting otras dos canciones: «Stand By Me», perteneciente a Ben E. King, y «King of Pain» de The Police. La presentación de la canción estuvo dedicada a Jamey Rodemeyer, un adolescente de 14 años que se suicidó en septiembre de 2011 tras ser víctima de acoso escolar, también conocido como bullying. Previo a interpretar la pista, la cantante declaró: «Quiero tomarme un minuto... he perdido un pequeño monstruo esta semana y quiero dedicar esta canción a él. Esta noche, Jamey sé que estás ahí arriba mirándonos y tú no eres una víctima. Acosar es para los perdedores».

## Posicionamiento en listas

### Semanales
| Australia         | Australian Singles Chart  | 20 |
| Bélgica (Flandes) | Ultratop 50 Singles       | 19 |
| Bélgica (Valonia) | Ultratop 40 Singles       | 11 |
| Canadá            | Canadian Hot 100          | 11 |
| Dinamarca         | Danish Singles Chart      | 29 |
| Escocia           | Scottish Singles Chart    | 10 |
| España            | Spanish Singles Chart     | 9  |
| Estados Unidos    | Billboard Hot 100         | 12 |
| Estados Unidos    | Pop Songs                 | 31 |
| Estados Unidos    | Digital Songs             | 5  |
| Estados Unidos    | Radio Songs               | 54 |
| Francia           | French Singles Chart      | 16 |
| Irlanda           | Irish Singles Chart       | 14 |
| Italia            | Italian Singles Chart     | 5  |
| Noruega           | Norwegian Singles Chart   | 5  |
| Nueva Zelanda     | New Zealand Singles Chart | 9  |
| Países Bajos      | Dutch Top 40              | 15 |
| Reino Unido       | UK Singles Chart          | 13 |

## Historial de lanzamientos
| País           | Fecha              | Formato          | Ref.   |
| -------------- | ------------------ | ---------------- | ------ |
| Alemania       | 16 de mayo de 2011 | Descarga digital | [ 68 ] |
| Australia      | 16 de mayo de 2011 | Descarga digital | [ 69 ] |
| Bélgica        | 16 de mayo de 2011 | Descarga digital | [ 70 ] |
| Canadá         | 16 de mayo de 2011 | Descarga digital | [ 71 ] |
| Dinamarca      | 16 de mayo de 2011 | Descarga digital | [ 72 ] |
| España         | 16 de mayo de 2011 | Descarga digital | [ 73 ] |
| Estados Unidos | 16 de mayo de 2011 | Descarga digital | [ 74 ] |
| Finlandia      | 16 de mayo de 2011 | Descarga digital | [ 75 ] |
| Francia        | 16 de mayo de 2011 | Descarga digital | [ 76 ] |
| Irlanda        | 16 de mayo de 2011 | Descarga digital | [ 77 ] |
| Italia         | 16 de mayo de 2011 | Descarga digital | [ 78 ] |
| México         | 16 de mayo de 2011 | Descarga digital | [ 79 ] |
| Noruega        | 16 de mayo de 2011 | Descarga digital | [ 80 ] |
| Nueva Zelanda  | 16 de mayo de 2011 | Descarga digital | [ 81 ] |
| Países Bajos   | 16 de mayo de 2011 | Descarga digital | [ 82 ] |
| Portugal       | 16 de mayo de 2011 | Descarga digital | [ 83 ] |
| Reino Unido    | 16 de mayo de 2011 | Descarga digital | [ 84 ] |
| Suecia         | 16 de mayo de 2011 | Descarga digital | [ 85 ] |
| Suiza          | 16 de mayo de 2011 | Descarga digital | [ 86 ] |

## Créditos y personal
- Lady Gaga: Compositora, productora y voz
- RedOne: Compositor, productor, editor, coros, ingeniería de sonido e instrumentación
- Trevor Muzzy: Editor vocal, ingeniería de sonido, guitarra y mezclador en Larabee, California
- Dave Russell: Ingeniería en sonido
- Gene Grimaldi: Ingeniería en sonido en Burbank, California
- Clarence Clemons: Saxofonista

Fuentes: Allmusic y BMI.